# Donald Sumpter
Donald Sumpter (født 13. februar 1943) er en engelsk skuespiller, der har optrådt i film og tv siden midten af 1960'erne.

## Filmografi

### Film
| År   | Titel                                 | Rolle                             | Noter          |
| ---- | ------------------------------------- | --------------------------------- | -------------- |
| 1968 | The Window Cleaner                    | David                             |                |
| 1968 | The Lost Continent                    | Sparks – the radioman             | Uncredited     |
| 1969 | Night After Night After Night         | Pete Laver                        |                |
| 1970 | Groupie Girl                          | Steve                             |                |
| 1970 | The Walking Stick                     | Max                               |                |
| 1971 | Bleak Moments                         | Norman's friend                   |                |
| 1971 | Sunday Bloody Sunday                  | Party Guest                       | Uncredited     |
| 1974 | Stardust                              | TV Producer                       |                |
| 1977 | Hardcore                              | Mark                              |                |
| 1977 | The Black Panther                     | Donald Neilson                    |                |
| 1979 | Meetings with Remarkable Men          | Pogossian                         |                |
| 1983 | Curse of the Pink Panther             | Dave                              |                |
| 1990 | Rosencrantz and Guildenstern are Dead | Claudius                          |                |
| 1992 | Méchant garçon                        | Michael, le père                  |                |
| 1993 | Being Human                           | Salgedo                           | as Don Sumpter |
| 1995 | Richard III                           | Brackenbury                       |                |
| 1997 | Tangier Cop                           | Ahmed Yaasin                      |                |
| 2001 | Enigma                                | Leveret                           |                |
| 2001 | The Point Men                         | Benni Baum                        |                |
| 2002 | K-19 - The Widowmaker                 | Gennadi Savran                    |                |
| 2005 | The Constant Gardener                 | Tim Donohue                       |                |
| 2007 | Eastern Promises                      | Yuri                              |                |
| 2009 | God & Lucy                            | God                               | Short film     |
| 2010 | Among Us                              | Man on bench                      |                |
| 2010 | Ultramarines: The Movie               | Pythol                            | Voice role     |
| 2011 | The Girl with the Dragon Tattoo       | Detective Inspector Gustaf Morell |                |
| 2014 | Bypass                                | Grandfather                       |                |
| 2015 | In the Heart of the Sea               | Paul Macy                         |                |
| 2016 | The Knackerman                        | Ron                               | Short film     |
| 2017 | The Man Who Invented Christmas        | Jacob Marley                      |                |

### Tv
| År        | Program                                       | Rolle                           | Noter                                                         |
| --------- | --------------------------------------------- | ------------------------------- | ------------------------------------------------------------- |
| 1966      | The Wednesday Play                            | Soldier                         | 1 episode: "A Hero of Our Time"                               |
| 1967      | Softly Softly                                 | Ted Reece                       | 1 episode: "Ted Reece"                                        |
| 1967      | Love Story                                    |                                 | 1 episode: "Cinéma Vérité"                                    |
| 1967      | Z-Cars                                        | Dave Caller                     | 2 episodes: It's Easy Once You Know How                       |
| 1968      | Doctor Who                                    | Enrico Casali                   | 6 episodes: The Wheel in Space                                |
| 1968      | Sanctuary                                     | Lee                             | 1 episode: "The Girl with the Blue Guitar"                    |
| 1969      | ITV Saturday Night Theatre                    | Leary                           | 1 episode: "Pig in a Poke"                                    |
| 1969      | The First Churchills                          | Lord Cutts                      | 1 episode: "A Famous Victory"                                 |
| 1970      | Mad Jack                                      | Wilmot                          |                                                               |
| 1970      | The Adventures of Don Quick                   | Gezool                          | 1 episode: "The Benefits of Earth"                            |
| 1972      | Doctor Who                                    | Commander Ridgeway              | 3 episodes: The Sea Devils                                    |
| 1972      | Armchair Theatre                              | Dellow                          | 1 episode: "The Breaking of Colonel Keyser"                   |
| 1973      | Barlow at Large                               | Jim Page                        | 1 episode: "Strays"                                           |
| 1973      | Hadleigh                                      | Tony                            |                                                               |
| 1975      | Centre Play                                   | Johnny                          | 1 episode: "The Saliva Milkshake"                             |
| 1975      | Sadie, It's Cold Outside                      | Plumber                         | 1 episode                                                     |
| 1975      | Quiller                                       | Hudson                          | 1 episode: "Assault on the Ritz"                              |
| 1975      | Softly Softly                                 | George Hartley                  | 1 episode: "Choirboy"                                         |
| 1977      | Jesus of Nazareth                             | Aram                            |                                                               |
| 1977      | Seven Faces of Woman                          | Joe Belladona                   | 1 episode: "She: Anxious Anne"                                |
| 1977      | Play for Today                                | Spalding                        | 1 episode: "Catchpenny Twist"                                 |
| 1977      | The Children of the New Forest                | Ned Corbould                    |                                                               |
| 1978      | Crown Court                                   |                                 | 1 episode: "To Catch a Thief"                                 |
| 1978      | Target                                        | Heslop                          | 1 episode: "Promises"                                         |
| 1978      | Les miserables                                | Agent                           |                                                               |
| 1979      | The Other Side                                |                                 | 1 episode: "Contact"                                          |
| 1980      | Shoestring                                    | Stanley Reeves                  | 1 episode: "The Teddy Bears' Nightmare"                       |
| 1981      | BBC Television Shakespeare Antony & Cleopatra | Sextus Pompeius                 |                                                               |
| 1981      | The Rose Medallion                            | Harry                           |                                                               |
| 1982      | The Brack Report                              | Paul Brack                      |                                                               |
| 1983      | Bergerac                                      | Roscoe                          | 1 episode: "Fall of a Birdman"                                |
| 1984      | Minder                                        | Sudbury                         | 1 episode: "Hypnotizing Rita"                                 |
| 1985      | Time Trouble                                  |                                 |                                                               |
| 1985      | Oscar                                         | Clibborn                        | 1 episode: "Gilded Youth"                                     |
| 1985      | Bleak House                                   | Nemo                            | 2 episodes                                                    |
| 1985–1986 | Big Deal                                      | Ronnie Day                      | Recurring                                                     |
| 1986      | Boon                                          | Jack Evans, Doreen's ex-husband | 2 episodes: "Grand Expectations" & "For Whom the Chimes Toll" |
| 1989      | Bergerac                                      | Harry Tilson                    | 1 episode: "Second Time Around"                               |
| 1990      | Ruth Rendell Mysteries                        | Edward Peveril                  | 3 episodes: Some Lie and Some Die                             |
| 1991      | Aimée                                         | Frank                           |                                                               |
| 1992      | Agatha Christie's Poirot                      | Alexander Bonaparte Cust        | 1 episode: "The ABC Murders"                                  |
| 1992      | The Blackheath Poisonings                     | Insp. Titmarsh                  |                                                               |
| 1993      | The Buddha of Suburbia                        | Matthew Pyke                    |                                                               |
| 1993      | The Bill                                      | DCI Grant                       | 1 episode: "Nothing Ventured"                                 |
| 1994      | Grushko                                       | Kartashov                       | 3 part series                                                 |
| 1994      | Drop the Dead Donkey                          | Inspector                       | 1 episode: "The Strike"                                       |
| 1994      | Between the Lines                             | Milan                           | 2 episodes: The End User                                      |
| 1995–2000 | The Queen's Nose                              | Uncle Ginger                    | Recurring                                                     |
| 1996      | Our Friends in the North                      | Commander Harold Chapple        | Recurring                                                     |
| 1996      | Cold Lazarus                                  | Dr Rawl                         | 2 episodes                                                    |
| 1998      | Bombay Blue                                   | Supt. John Mayberry             |                                                               |
| 1999      | Great Expectations                            | Compeyson                       |                                                               |
| 2000      | Dalziel and Pascoe                            | Gus Mullavey                    | 1 episode: "A Sweeter Lazarus"                                |
| 2001      | In Deep                                       | Keith Sullivan                  | 1 episode: "Romeo Trap"                                       |
| 2001      | The Life and Adventures of Nicholas Nickleby  | Mr Brooker                      |                                                               |
| 2002      | The Estate Agents                             | Mr Love                         | 1 episode: "Gangsters"                                        |
| 2003      | Serious and Organised                         | Jimmy Fisk                      | 1 episode                                                     |
| 2003      | A Touch of Frost                              | Maynard                         | 1 episode: "Hidden Truth"                                     |
| 2003      | Ultimate Force                                | General Harkin                  | 1 episode: "Mad Dogs"                                         |
| 2003      | The Bill                                      | Archie Foster                   | 2 episodes                                                    |
| 2003      | Seven Wonders of the Industrial World         | Farrington                      | 1 episode: "Brooklyn Bridge"                                  |
| 2003      | Holby City                                    | Jay Miller                      | 1 episode: "Façade"                                           |
| 2004      | Midsomer Murders                              | Tim Settingfield                | 1 episode: "Sins of Commission"                               |
| 2004      | The Last Detective                            | Alfie Clemens                   | 1 episode: The Long Bank Holiday                              |
| 2005      | Rose and Maloney                              | Ronnie Johnson                  | 1 episode                                                     |
| 2006      | Eleventh Hour                                 | Richard Adams                   | 1 episode: "Kryptos"                                          |
| 2006      | The Chatterley Affair                         | Gerald Gardiner                 |                                                               |
| 2006      | Ørnen: En krimi-odyssé                        | Aca Popov / Milan Nacuk         | 2 episodes: "Kodenavn: Minos"' & "Kodenavn: Ithaka – Del 24"  |
| 2006      | The Bill                                      | Alfie Sutton                    | 1 episode                                                     |
| 2006      | Dracula                                       | Alfred Singleton                |                                                               |
| 2007      | Fallen Angel                                  | Simon Martlesham                |                                                               |
| 2007      | Holby City                                    | William Chase                   | 1 episode: "Past Imperfect"                                   |
| 2008      | Heist                                         | King Edward                     |                                                               |
| 2008      | Heroes and Villains                           | Garnier                         | 1 episode: "Richard the Lionheart"                            |
| 2008      | Taggart                                       | Alex Sternwood                  | 1 episode: "Point of Light"                                   |
| 2008      | New Tricks                                    | Bobby 'Tar' Mcadam              | 1 episode: "Couldn't Organise One"                            |
| 2008      | Tess of the d'Urbervilles                     | Parson Tringham                 |                                                               |
| 2008      | Einstein and Eddington                        | Max Planck                      |                                                               |
| 2009      | Into the Storm                                | Lord Halifax                    |                                                               |
| 2009      | The Sarah Jane Adventures                     | Erasmus Darkening               | 2 episodes: The Eternity Trap                                 |
| 2009–2010 | Being Human                                   | Kemp                            | Recurring; 9 episodes                                         |
| 2010      | Spooks                                        | Stephen Kirby                   | 1 episode Series 9 Ep 3                                       |
| 2010      | Merlin                                        | The Fisher King                 | 1 episode: "The Eye of the Phoenix"                           |
| 2011      | The Suspicions of Mr Whicher                  | Peter Edlin QC                  |                                                               |
| 2011      | Black Mirror                                  | Julian Hereford                 | 1 episode: "The National Anthem"                              |
| 2011–2012 | Game of Thrones                               | Maester Luwin                   | Series 1–2, 14 episodes                                       |
| 2012      | Wallander                                     | Fredrik Thorson                 | 1 episode: "An Event in Autumn"                               |
| 2012      | The Secret of Crickley Hall                   | Gordon Pyke                     | Episodes 2 & 3                                                |
| 2013      | The Mill                                      | Samuel Greg                     | Series 1                                                      |
| 2013      | Atlantis                                      | Tiresias                        | 1 episode: "Twist of Fate"                                    |
| 2014      | New Worlds                                    | Sidney                          | Episodes 3 & 4                                                |
| 2014      | One Child                                     | Jim Ashley                      | 3 part series                                                 |
| 2014      | Quirke                                        | Josh Crawford                   | Episode 1 Christine Falls                                     |
| 2015      | Coalition                                     | Paddy Ashdown                   | TV film                                                       |
| 2015      | Jekyll and Hyde                               | Garson                          | 10 part series                                                |
| 2015      | Doctor Who                                    | The President                   | Episode: "Hell Bent"                                          |
| 2017      | Peaky Blinders                                | Arthur Bigge                    | Episodes 1 & 6                                                |
| 2018      | Endeavour                                     | Emil Valdemar                   | Episode 2: "Cartouche"                                        |
| 2018      | 12 Monkeys                                    | Seer                            | 3 Episodes: "The End" (uncredited), "Legacy" & "Demons"       |
| 2018      | Les Misérables                                | Monsieur Mabeuf                 | 3 episodes                                                    |
| 2019      | Chernobyl                                     | Zharkov                         | 2 episodes                                                    |
| 2019      | Temple                                        | George                          | 2 episodes                                                    |
| 2020      | Exposed: The Church's Darkest Secret          | Bishop Peter Ball               | Docu-drama, 2 episodes                                        |
| 2021      | The Cleaner                                   | Sir James                       | 1 episode: "The Aristocrat"                                   |